# Chèvre du Don
La chèvre du Don est une race caprine originaire de Russie, spécialement de la région du Don.

## Origine
Une expédition étudie en 1933-1934 les races de chèvre présentes dans la région de la Basse-Volga. C'est alors que commencent des sélections plus systématiques d'une race de taille moyenne de constitution solide avec une très bonne laine et un solide sous-pelage. 
Cette race est fort répandue dans le bassin du Don et la région de Volgograd.

## Description
Le bélier pèse de 65 kg à 85 kg, et la chèvre de 35 kg à 40 kg. Son pelage est noir, parfois blanc. Le chevreau pèse 2 kg à la naissance, 27 kg à un an et demi et 30 kg à deux ans et demi. Cette race est une très bonne race lainière (500 à 1000 g de laine pour la femelle) et assez bonne laitière (140 litres pour cinq mois). Elle est très prolifique, 145-150 chevreaux pour cent chèvres.